# Silke Spiegelburg
Silke Spiegelburg (née le 17 mars 1986 à Georgsmarienhütte) est une athlète allemande spécialiste du saut à la perche.

## Carrière
Silke Spiegelburg est la sœur de Richard Spiegelburg.

Figurant parmi les meilleurs espoirs de l'athlétisme allemand, elle se distingue durant la saison 2001 en remportant les Championnats du monde jeunesse, compétition mettant aux prises les meilleurs athlètes de moins de dix-huit ans. Huitième des Championnats du monde juniors dès l'année suivante, elle s'adjuge les titres européens junior en 2003 avec un saut à 4,15 m. Sélectionnée pour les Jeux olympiques d'été de 2004, l'Allemande se classe treizième de la finale avec 4,20 m. Elle conserve son titre continental junior lors des Championnats d'Europe 2005 de Kaunas et obtient par ailleurs son premier titre national sénior en plein air.

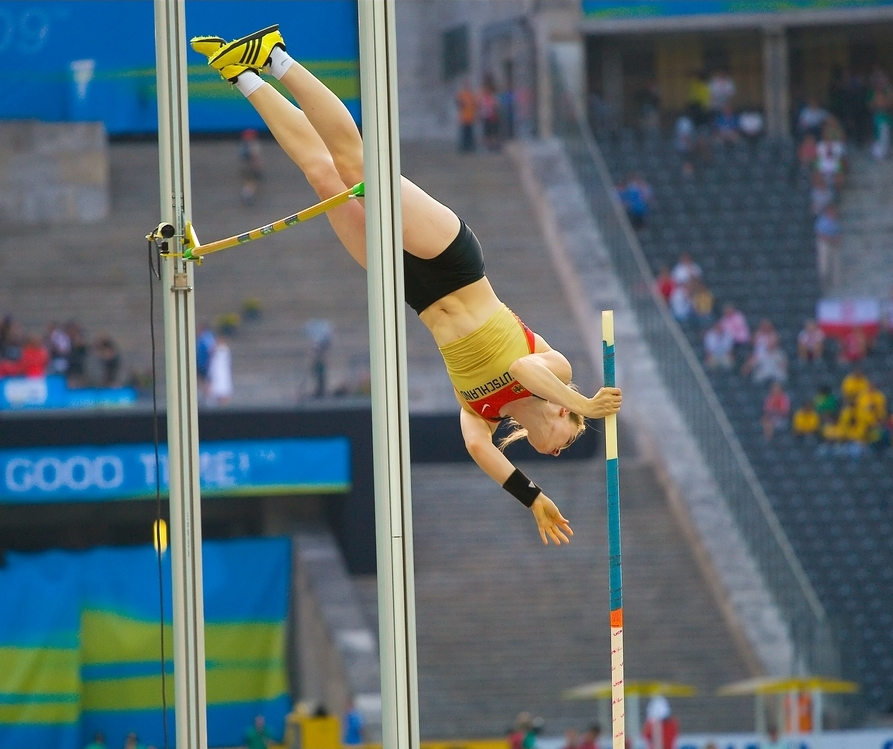
Silke Spiegelburg aux championnats du monde de Berlin.

En 2006, Silke Spiegelburg remporte son deuxième titre de championne d'Allemagne consécutif et se qualifie pour la finale des deux principales compétitions internationales de l'année, terminant 8e des Championnats du monde en salle et 6e des Championnats d'Europe où elle établit un nouveau record personnel avec 4,50 m. L'Allemande remporte son troisième titre national consécutif en 2007 mais ne franchit pas le cap des qualifications lors des Championnats du monde d'Osaka (4,55 m). Auteur d'un nouveau record personnel à 4,70 m, établi le 11 juillet 2008 lors du meeting Golden Gala de Rome, elle se classe septième des Jeux olympiques de 2008 avec 4,65 m. Elle remporte en fin de saison la Finale mondiale d'athlétisme à Stuttgart en franchissant la barre de 4,70 m. 
En début de saison 2009, Silke Spiegelburg monte sur la deuxième marche du podium des Championnats d'Europe en salle se déroulant à Turin. Auteur d'un nouveau personnel en salle avec 4,75 m, elle est devancée au nombre d'essais par la Russe Yuliya Golubchikova. Troisième des Championnats d'Europe par équipe de Leiria, au Portugal, l'Allemande échoue au pied du podium des Championnats du monde de Berlin où elle franchit pourtant la même hauteur (4,65 m) que le Polonaise Monika Pyrek et l'Américaine Chelsea Johnson, médaillées d'argent.
La saison 2011 en salle de Silke Spiegelburg se termine avec l’obtention d'une médaille d'argent lors des championnats d'Europe en salle à Paris-Bercy ; sa saison estivale débute aussi bien que la saison en salle s'est terminée puisqu'elle remporte le Colorful Daegu Pre-Championships Meeting en passant 4,50 m avant d'échouer à 4,65 m, ce qui aurait constitué la meilleure marque de l'année. Quelques jours plus tard, Spielgelburg s'impose lors de la seconde étape de la Ligue de Diamant 2011 constituée par le Shanghai Golden Grand Prix ; elle devance finalement sa compatriote Carolin Hingst de 5 centimètres avec un saut à 4,55 m ; elle échoue à nouveau à 4,65 m lors de ce meeting. Elle dépasse cette barrière à l'occasion des championnats d'Europe par équipe de Stockholm où elle termine deuxième en 4,75 m, meilleure marque mondiale de l'année à égalité avec celle de Rogowska qui gagne le concours aux essais.
Début 2012, pour sa première compétition qui se déroule le 15 janvier à Leverkusen pour les championnats de Rhénanie du Nord d'athlétisme en salle, Silke Spiegelburg bat le record d'Allemagne en salle avec 4,77 m soit un centimètre de plus que son ancien record établi en février de l'année précédente à Karlsruhe ; cette marque est également la meilleure de 2012 pendant moins d'une semaine, avant qu'Holly Bleasdale qui détenait la marque précédente avec 4,71 m ne passe 4,87 m. Elle termine à la quatrième places des Jeux olympiques de Londres et remporte en fin de saison une nouvelle fois la ligue de diamant. 
Elle remporte les Championnats d'Europe d'athlétisme par équipes à Gateshead puis termine à la quatrième place des championnats du monde alors qu'elle était en tête à 4,75 m. Après une septième place aux mondiaux indoor de Sopot en mars 2014, elle manque toute sa saison estivale pour blessure.
Elle revient en 2015 aux Championnats d'Europe d'athlétisme par équipes qu'elle remporte à nouveau mais subit un revers lors des championnats du monde en août à Pékin où elle est éliminée dès les qualifications.
Après avoir été blessée pendant la saison 2016, elle subit une nouvelle blessure musculaire le 22 avril 2017.

### Retraite (2018)
Le 4 octobre 2018, elle met fin à sa carrière sportive, à l'âge de 32 ans.
En juin 2019, elle devient mère pour la première fois.

## Palmarès
| Date | Compétition                       | Lieu             | Résultat | Marque  |
| ---- | --------------------------------- | ---------------- | -------- | ------- |
| 2001 | Championnats du monde cadets      | Debrecen         | 1re      | 4,00 m  |
| 2002 | Championnats du monde juniors     | Kingston         | 8e       | 3,90 m  |
| 2003 | Championnats d'Europe juniors     | Tampere          | 1re      | 4,15 m  |
| 2004 | Jeux olympiques                   | Athènes          | 13e      | 4,20 m  |
| 2005 | Championnats d'Europe juniors     | Kaunas           | 1re      | 4,35 m  |
| 2006 | Championnats du monde en salle    | Moscou           | 8e       | 4,30 m  |
| 2006 | Championnats d'Europe             | Göteborg         | 6e       | 4,50 m  |
| 2006 | Finale mondiale                   | Stuttgart        | 6e       | 4,50 m  |
| 2007 | Championnats d'Europe en salle    | Birmingham       | 5e       | 4,48 m  |
| 2007 | Championnats du monde             | Osaka            | finale   | NM      |
| 2007 | Finale mondiale                   | Stuttgart        | 7e       | 4,60 m  |
| 2007 | DécaNation                        | Paris            | 3e       | 4,36 m  |
| 2008 | Coupe d'Europe                    | Annecy           | 3e       | 4,59 m  |
| 2008 | Jeux olympiques                   | Pékin            | 7e       | 4,65 m  |
| 2008 | Finale mondiale                   | Stuttgart        | 1re      | 4,70 m  |
| 2009 | Championnats d'Europe en salle    | Turin            | 2e       | 4,75 m  |
| 2009 | Championnats d'Europe par équipes | Leiria           | 3e       | 4,60 m  |
| 2009 | Championnats du monde             | Berlin           | 4e       | 4,65 m  |
| 2009 | Finale mondiale                   | Thessalonique    | 6e       | 4,40 m  |
| 2010 | Championnats d'Europe par équipes | Bergen           | 2e       | 4,65 m  |
| 2010 | Championnat d'Europe              | Barcelone        | 2e       | 4,65 m  |
| 2010 | Ligue de diamant                  | Ligue de diamant | 3e       | détails |
| 2011 | Championnats d'Europe en salle    | Paris            | 2e       | 4,75 m  |
| 2011 | Championnats d'Europe par équipes | Stockholm        | 2e       | 4,75 m  |
| 2011 | Championnats du monde             | Daegu            | 9e       | 4,65 m  |
| 2011 | Ligue de diamant                  | Ligue de diamant | 1re      | détails |
| 2012 | Championnats du monde en salle    | Istanbul         | 4e       | 4,65 m  |
| 2012 | Championnat d'Europe              | Helsinki         | 4e       | 4,50 m  |
| 2012 | Jeux olympiques                   | Londres          | 4e       | 4,65 m  |
| 2012 | Ligue de diamant                  | Ligue de diamant | 1re      | détails |
| 2013 | Championnats d'Europe par équipes | Gateshead        | 1re      | 4,60 m  |
| 2013 | Championnats du monde             | Moscou           | 4e       | 4,75 m  |
| 2013 | Ligue de diamant                  | Ligue de diamant | 1re      | détails |
| 2014 | Championnats du monde en salle    | Sopot            | 7e       | 4,65 m  |
| 2015 | Championnats d'Europe par équipes | Tcheboksary      | 1re      | 4,75 m  |
| 2015 | Championnats du monde             | Pékin            | qual.    | 4,45 m  |
| 2017 | Championnats du monde             | Londres          | qual.    | 4,35 m  |

## Records
| Épreuve          | Épreuve   | Performance | Lieu       | Date            |
| ---------------- | --------- | ----------- | ---------- | --------------- |
| Saut à la perche | Plein air | 4,82 m (NR) | Monaco     | 20 juillet 2012 |
| Saut à la perche | En salle  | 4,77 m (NR) | Leverkusen | 15 janvier 2012 |